# Pleopeltis melanoneura
Pleopeltis melanoneura är en stensöteväxtart som beskrevs av John T. Mickel och Joseph M. Beitel.
Pleopeltis melanoneura ingår i släktet Pleopeltis och familjen Polypodiaceae. Inga underarter finns listade i Catalogue of Life.